# Tofino

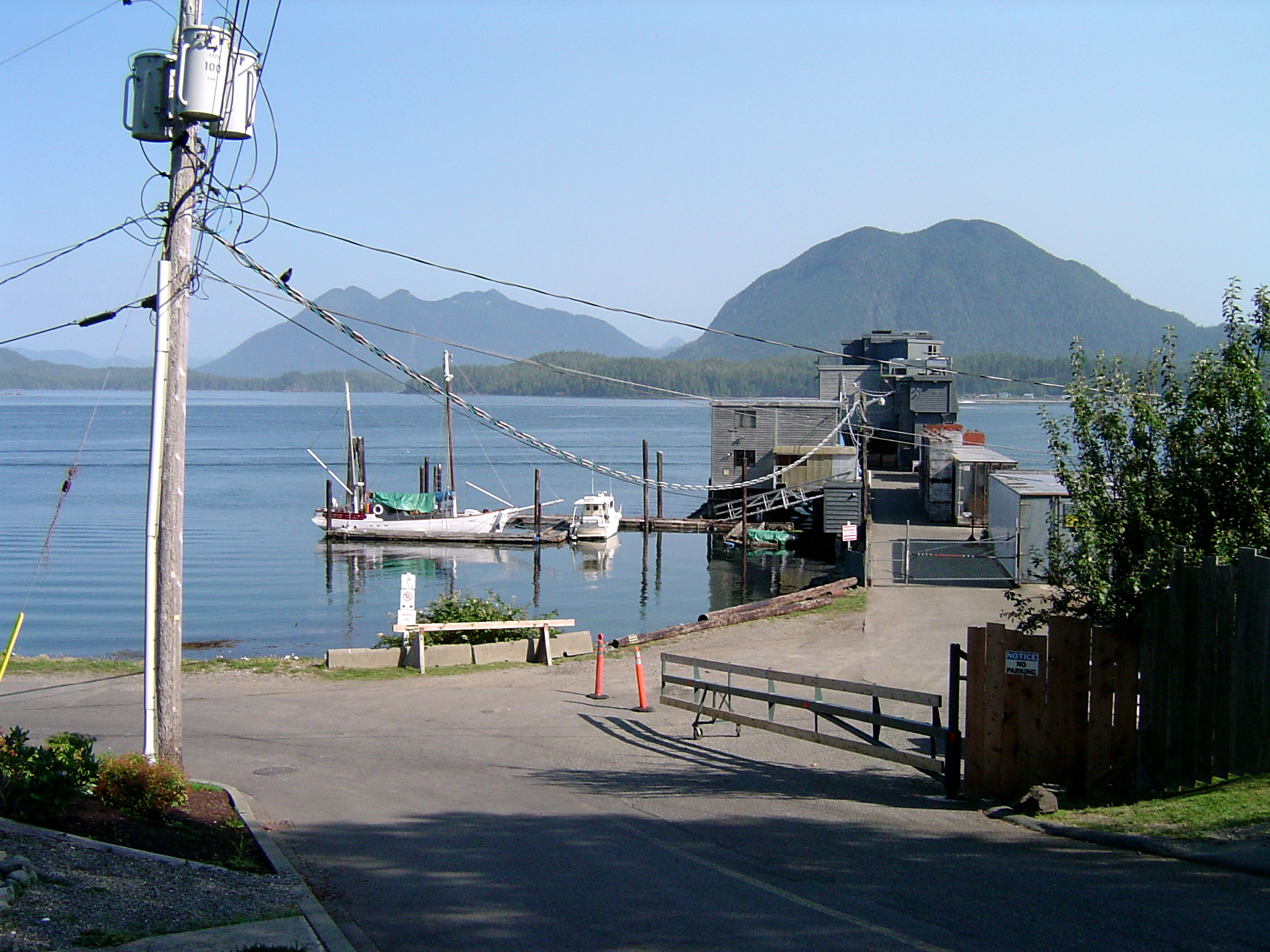
Fiskehamnen i Tofino 2004.

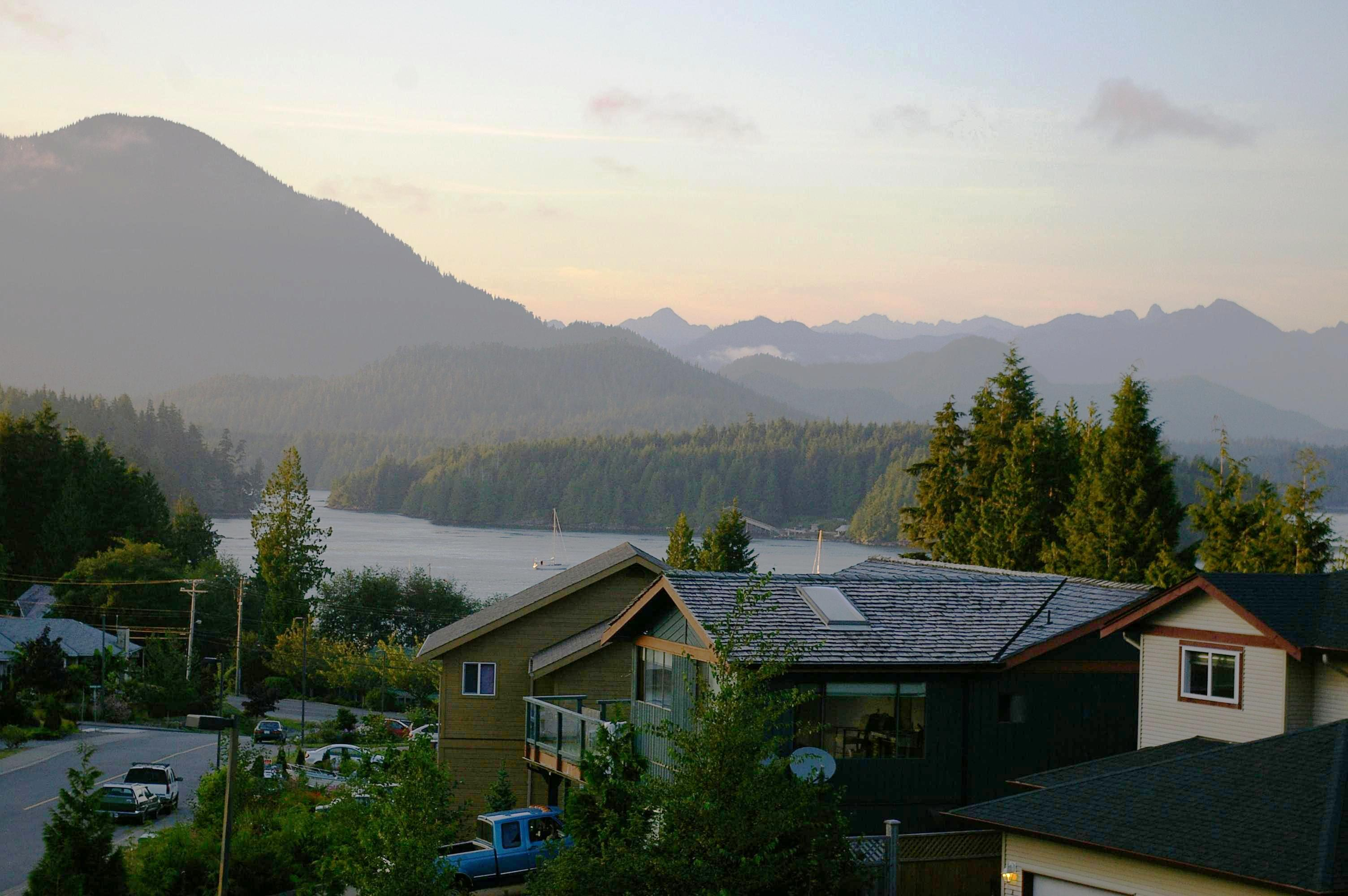
Tofino 2005, vy österut mot Meares Island.

Tofino är ett litet samhälle beläget på västkusten av Vancouver Island, British Columbia i Kanada. Samhället har ungefär 1 900 bofasta invånare. Staden ligger på en udde som är omgiven av Clayquot Sound (Clayqoutsundet) österut och Stilla havet västerut. Runt sundet ligger ett antal indianreservat, bland andra Opitsat och Ahousat.

## Turistattraktioner
Staden har många turister. Det sägs bland lokalbefolkningen att omkring 40 000 turister besöker Tofino årligen. I staden finns det väldigt många kaféer, restauranger, hotell och bed and breakfast.
Söder om staden ligger Pacific Rims nationalpark, där det finns ett antal gångleder som löper runt regnskogen. Dessutom finns det väldigt många olika företag som arrangerar valsafari, turer som för en ut på havet för att se på valar. Det finns även ett par varma källor som är belägna cirka 50 minuters båttur norr om staden, som heter Hot Springs Cove, vissa av företagen som arrangerar valturerna arrangerar också turer till Hot Springs Cove. Staden är också populär bland surfare, och sägs vara Kanadas surfhuvudstad.

## Utbildning
I staden finns skolan Wickaninnish Elementary School, som har klasser på förskolenivå till sjunde klass. När eleverna sedan ska börja åttonde klass åker de till Ucluelet, en stad som är belägen cirka tre mil söder om Tofino.